# Paradigma (linguistica)
In grammatica, il termine paradigma ha solitamente due accezioni distinte. Può indicare:
- un modello di declinazione o di coniugazione, presentato solitamente dai manuali di studio attraverso una parola esemplificativa che lo segue;
- un insieme ridotto di forme verbali fondamentali, la cui conoscenza permette di coniugare il verbo in tutte le altre forme.

## Paradigmi verbali nelle lingue classiche
In latino, il paradigma è composto da cinque forme:
1. prima persona singolare dell'indicativo presente attivo
2. seconda persona singolare dell'indicativo presente attivo
3. prima persona singolare dell'indicativo perfetto attivo
4. supino attivo
5. infinito presente attivo

Per esempio, il paradigma di scribo (scrivere) è: scribo, scribis, scripsi, scriptum, scribere (scrivo, scrivi, scrissi, scritto, scrivere). Oppure, "portare": fero, fers (1^ e 2^ pers. indicat. pres.), tuli (1^ pers. pass. rem.), latum (supino, gerundio), ferre (infinito); "andare": eo, is, ivi (oppure ii), itum, ire.
In greco (ellenistico), il paradigma è composto da sette forme, indicate convenzionalmente in questo ordine:
1. prima persona dell'indicativo presente attivo
2. prima persona dell'indicativo futuro attivo
3. prima persona dell'indicativo aoristo attivo
4. prima persona dell'indicativo perfetto attivo
5. prima persona dell'indicativo perfetto medio-passivo
6. prima persona dell'indicativo aoristo passivo
7. prima persona dell'indicativo futuro passivo

Per esempio, il paradigma di λύω (lyō, "sciogliere") è: λύω, λύσω, ἔλυσα, λέλυκα, λέλυμαι, ἐλύθην, λυθήσομαι (sciolgo, scioglierò, sciolsi, ho sciolto, sono stato sciolto/mi sono sciolto, venni sciolto, verrò sciolto).

## Paradigma verbale inglese
In inglese, il paradigma (usato per i soli verbi irregolari) è composto da tre forme:
1. infinito (senza to)
2. past simple
3. past participle

Per esempio, il paradigma di to sing ("cantare") è: sing, sang, sung.